# هارول، آکسفوردشر
هارول (به انگلیسی: Harwell) یک روستا و محله مدنی در بریتانیا است که در ویل آو وایت هرس واقع شده‌است. هارول ۲٬۳۵۴ نفر جمعیت دارد.